# Georg Meyer
Georg Meyer (ur. 11 stycznia 1893, zm. 15 września 1926) – as lotnictwa niemieckiego Luftstreitkräfte z 24 potwierdzonymi zwycięstwami w I wojnie światowej. Należał do grona Balloon Buster.
Urodzony w Bremie Georg Meyer służył w 75 Pułku Piechoty od 1911 roku. 1 lutego 1916 roku został przeniesiony do lotnictwa. Początkowo latał na samolotach dwumiejscowych w FA69 na terenie Macedonii. 18 sierpnia został przeniesiony na front zachodni do FFA253. W jednostce odniósł swoje pierwsze zwycięstwo powietrzne 7 lutego 1917 roku wspólnie ze swoim obserwatorem ppor. Harmjanz. Po odbyciu dodatkowego szkolenia na samolotach myśliwskich w kwietniu 1917 został przydzielony do Jagdstaffel 22, gdzie odniósł kolejne dwa zwycięstwa (niepotwierdzone). 2 sierpnia 1917 roku razem z Josefem Jacobsem przeszedł do Jagdstaffel 7, gdzie do września 1917 roku odniósł jeszcze 3 potwierdzone zwycięstw powietrzne w tym pierwsze nad balonem obserwacyjnym.
25 marca 1918 roku został skierowany do Jagdstaffel 37. 14 kwietnia został mianowany jej dowódcą. Stanowisko to pełnił do zakończenia działań wojennych. Od momentu gdy jednostka została przezbrojona z Albatrosów na samoloty Fokker D.VII lista zwycięstw Georga Mayera zaczęła szybko rosnąć. Ostatnie potwierdzone zwycięstwo odniósł 4 listopada 1918 roku.
Zginął w wypadku motocyklowym w 1926 roku.
Był nominowany do najwyższego odznaczenie pruskiego Pour le Mérite. Jednak upadek Cesarstwa Niemieckiego uniemożliwił mu jego nadanie.

## Odznaczenia
- Krzyż Żelazny I Klasy
- Krzyż Żelazny II Klasy